# 나치 친위대의 지휘체계
나치 친위대(SS)의 부대 명명법은 서로 다른 유형의 여러 조직별로 다르게 나뉜다.

## 초기 친위대

### 1920년–1925년
1920년에서 1925년 사이 이후 SS가 되는 여러 잡조직들은 제각기 다양한 준군사 용어를 사용하고 있었는데, 그 중 대표적인 것은 다음과 같다.
- 회당엄호대(Saal-Schutz): 1920년 말 형성되었다. NSDAP 당원들이 자원입대한 소규모 상비부대로 뮌헨에서 열리던 나치당 대회의 경비 역할을 했다. 1924년 뮌헨 폭동의 실패로 히틀러가 란츠베르크 교도소에 갇히자 해산되었다.[1]
- 참모위병(Stabswache): 본래 자유군단에서 사용하던 용어인데 초기 SS에서 받아들여 사용하였다.[2]
- 타격부대(Stosstrupp): 제1차 세계 대전시절주터 이어져서 신생 나치 당의 초기 경호조직 노릇을 했다. 히틀러의 보호에 전념했다.[3]
- 엄호사령부(Schutzkommando): 역시 자유군단의 용어이다. 1925년 11월 "친위대(Schutzstaffel)"라는 말이 최종적으로 낙점되기 이전에 이름으로 고려되었던 후보 명칭들 중 하나이다.[4]

### 1925년–1929년
1925년 9월 SS가 정식 조직으로서 갓 출범했고, 다음과 같은 직함들을 사용했다.
- 상급지휘부(Oberleitung): SS 참모들의 본부로 뮌헨에 그 청사가 위치했다. 이당시 SS는 SA 내부의 1개 대대에 지나지 않았다.
- SS대관구(SS-Gau): 독일 전체에 5개 SS대관구가 설치되었으며 각각 SS대관구지도자라는 직함의 SS 간부가 그 수장이었다.
- SS분대(SS-Staffel): 1920년대 말 초기 SS의 표준 병력 단위. 열 명이 모여 1개 SS분대를 이루었으며, 그 지휘자를 SS분대지도자라고 했다. 이 명칭은 곧 SS지도자로 축약된다.

### 1929년–1931년
1929년 1월, 하인리히 히믈러가 SS 총수가 되면서 과거 사용되던 용어들이 폐기되고 새로이 다음과 같은 용어가 도입되었다.
- 상급참모부(Oberstab): 1929년 1월 히믈러의 명령으로 SS본부의 이름이이 상급참모부로 바뀌었다.[5]
- 분과대(Abteilung): SS 관청들의 초기 형태 및 상급참모두에 딸린 아문들에 사용된 용어이다. 1929년 SS 관청들은 행정, 인사, 재정, 보안, 인종 문제를 다루고 있었다.
- SS상급지도구역(SS-Oberführerbereiche): 1930년대 들어 그전까지 사용되던 5개 SS대관구들이 3개 SS상급지도구역으로 통폐합되었다. 상급지도구역들은 독일을 서부, 동부, 남부로 크게 나누었는데, 이 중 나치가 발생한 곳인 남부지역의 중요도가 가장 높은 것으로 생각되었다. 각각의 상급지도구역의 수장 직함은 상급지도자라고 했다.

### 1931년–1933년
1931년, SS 대원 수가 100,000 명을 넘어서기 시작하자 히믈러는 한 번 더 SS 조직을 개편하고 다음과 같은 새로운 직함들을 도입했다.
- SS관청(SS-Amt): 1931년 당시에는 SS본청(SS-Amt), SS인종청(SS-Rasseamt), SS보안청(Ic Dienst, 1932년 SD가 됨)의 총 3개의 SS관청이 있었다.[6][7]  1933년이 되면 이들 관청들은 최고청(Hauptamt)으로 재명명되고, 이후 SS가 존속하는 동안 그 명칭이 계속 사용된다.[8]
- SS집단(SS-Gruppen): 초기 지휘계통체계로서 일반친위대의 전신이 된다. 최초 설치 시점에는 다섯 개의 SS집단(남부, 북부, 동부, 서부, 남서부)이 설치되었다. 각 SS집단의 수장 직함은 집단지도자였다.
- SS여단(SS-Brigaden): SS여단은 자기 위의 SS집단과 자기 아래의 SS연대(Standarte)들 사이를 중개해주는 역할을 했다. 각 SS여단의 수장 직함은 여단지도자였다.

## 일반친위대
일반친위대의 중핵은 독일 전역에 걸쳐 집결되어 여러 개의 사단급 집단으로 나뉘고 다시 그 예하 여단급, 연대급, 대대급, 중대급, 분대급 집단으로 나뉘었다. 이러한 편제 중 대부분은 "비정규직" 같은 개념으로서 1주일 또는 1개월에 한 번씩 무급으로 소집되었다. 일반친위대는 당시 독일군에서 사용하던 표준적 군사용어와는 구분되는 다음과 같은 용어들을 사용했다.
- SS상급지구(SS-Oberabschnitt): 사단급 사령부로 일반친위대의 중앙 행정단위이자 일반친위대 전투서열에서 가장 높은 단계의 사령부이다. 최초의 상급지구는 1934년 조직되었으며 그전까지 사용되던 SS집단 단위를 대체하였다. 상급지구의 수장은 집단지도자(중장급) 또는 상급집단지도자(대장급)였다. 2차대전이 시작되자 상급지구 간부들은 대부분 SS이자 동시에 경찰로서 기능하게 되었다(점령지에서는 언제나 SS 간부가 경찰간부를 겸임했다).[9] 상급지구 수장은 "지도자"라고 불리면서 훈련, 의무 등 각 분과를 다루는 참모들의 보좌를 받았다. 또한 SS통신대대나 공병부대 같은 특수 사령부도 여기 딸렸다.[9]
- SS지구(SS-Abschnitt): SS지구는 1930년대에 SS여단을 대체하는 단위로서 조직되었다. 그 기능과 활동은 본질적으로 상급지구의 그것과 같았지만, 보통 여단지도자(소장급)나 상급지도자(준장급)가 수장을 맡았다. SS상급지구가 고유 명사를 부여받은 것에 비해 SS지구는 로마 숫자 서수법으로 명명되었다. 상급지구 간부들과 마찬가지로 지구 간부들도 자기 관할구역의 경찰 간부를 겸임했다.[10]
- SS연대(SS-Standarte): SS연대는 일반친위대의 기본 구성단위이다. 연대급 조직으로서 보통 서수 명명되었지만 고유명사나 명예칭호가 붙는 경우도 있었는데, 이럴 때 붙는 명예칭호는 대개 나치가 권력을 잡기 전에 죽은 나치 당원 또는 친위대원의 이름이 사용되었다.[11] 예컨대 쾨니히스베르크의 제18SS연대는 "동프로이센"이라는 이름이 붙지만 베를린의 제6SS연대는 "그라함 케머"라는 이름이 붙었다.[12] 총 127개의 SS연대가 있었으며,[13] SS연대의 수장 계급은 연대지도자(대령급)였다.
- SS돌격대(SS-Sturmbann): SS돌격대는 SS연대 예하의 대대급 단위로 대개 1개 SS연대 아래에 3-4개 SS돌격대가 있었다.[11] SS돌격대 수장의 계급은 돌격대지도자(소령급) 또는 상급돌격대지도자(중령급)였다.
- SS돌격(SS-Sturm): 중대급 단위로 일반적인 SS 대원들이 여기에 소속되었다. 1개 SS돌격대 아래에 3-5개의 SS돌격 단위가 있었다.[11] 돌격의 수장 계급은 대개 하급돌격지도자(소위급)에서 최고돌격지도자(대위급) 사이의 계급이었다.
- SS부대(SS-Trupp): SS부대는 소대급 단위로 1개 SS돌격 아래에 3-4개의 SS부대가 있었다.[11] SS부대의 수장은 부대지도자였으며, 이들은 장교가 아니고 부사관이었다. 장검의 밤 이후 SS는 계급구조를 재편하여 SS부대는 상급분대지도자 및 최고분대지도자 계급의 지휘를 받게 되었다.
- SS분대(SS-Schar): 8-10명의 사람으로 이루어진 SS분대는 각 SS돌격의 주요 소집 단위로 사용되었다. 1개 SS부대 아래에 3개의 SS분대가 있었다.[11] 분대장격인 SS분대의 수장은 분대지도자였으며 부분대장격은 하급분대지도자였다.
- SS대오(SS-Rotte): 일반친위대의 가장 작은 단위이다.[11] 4-5명의 친위대원으로 이루어져 있었으며 대오지도자가 수장이었고 대원들은 병(일병급) 또는 돌격병(상병급) 계급이었다.

### 기병사령부
일반친위대의 기병사령부들은 주로 독일 귀족들을 포섭하기 위해 만들어졌다. 이들 일반SS기병편제는 사실상 승마 구락부나 다름이 없었고, 2차대전이 시작되자 일반SS기병대는 한줌 정도의 대원들만 남기고 대부분 사라졌다. 일반SS기병대들의 사령부 명칭은 무장친위대 기병대가 국방군 명칭을 따른 것과 달리 일반친위대식 편제 명칭을 따랐다.
- SS기병지구(SS-Reiterabschnitt): SS지구와 동일한 위상으로, 실제로 설치된 SS기병지구는 9개 뿐이다. 1개 이상의 SS기병연대를 예하에 두고 있었다. 1936년 폐지되었고 SS기병연대들은 SS상급지구 예하에 배속되게 되었다.[14]
- SS기병연대(SS-Reiterstandarte): 24개의 일반친위대 기병연대가 존재했다.[15] 이 부대들은 부대 인식표가 달린 특별한 기병창을 소지했다. 연대 번호가 적힌 부대기장을 착용하여 일반 SS연대와 구분되었다.

## 무장친위대
무장친위대는 국방군 육군 체계를 그대로 따라갔다.
- 군(Armee): 대전 중 창설되어 정규육군 지휘체계에 종속되어 제대로 활동한 SS야전군은 단 두 개 뿐이다.
- 군단(Korps): 20개에 가까운 군단들이 존재했다. 사실상의 무장친위대 최고위 지휘부였다.
- 사단(Division): 총 38개의 SS사단이 조직되었다. 그러나 대전 말기에 편성한 사단들은 사단급 병력수를 제대로 채우는 일이 거의 없었고, 일부는 1개 대대보다 못한 경우도 있었다.
- 여단(Brigaden): SS여단은 2차대전 개전 당시에 다른 지휘계통과는 별개로 만들어졌다가 사후 통합되었다.
- 연대(Standarte): 무장친위대의 기본 전투 단위. 일반적으로 SS연대지도자가 지휘했다.
- 대대(Bataillon ): 연대에 딸린 부대.
- 중대(Kompanie)
- 소대(Zug)
- 집단(Gruppe)
- 조(Team): 5 ~ 7명의 병사로 이루어진 화력조 규모의 최소단위.

## 친위대 간부
1930년대 중반, 친위대 간부들은 크게 두 집단으로 나뉘었고 이는 제2차 세계 대전 내내 지속되었다. 총수인 친위대 국가지도자를 제외한 간부들은 친위대 및 경찰지도자와 친위대 본부 간부들로 나뉜다.

### 친위대 및 경찰지도자
전시관청으로서 상당한 권력을 부여받은 이 지위는 주어진 관할구역 안의 모든 SS부대에 대한 지휘권한을 가졌다. 친위대 및 경찰지도자는 친위대 행정사령부, 나치 강제수용소, 보안부대에 대한 통솔권을 가졌고 2차대전이 진행됨에 따라 무장친위대의 특정 부대도 통솔할 수 있게 되었다.
총 3개의 친위대 및 경찰지도자 계급이 있었다.
- 최고친위대 및 경찰지도자(Höchster SS- und Polizeiführer; HöSSPF): 정복된 한 나라의 모든 SS부대에 대한 지휘권을 가졌다. 우크라이나와 이탈리아에 각 하나씩 단 2개 직위만이 실제 설치되었다.[17]
- 상급친위대 및 경찰지도자(Höherer SS- und Polizeiführer; HSSPF): 한 지역, 지구, 주에 대한 권위를 가졌다. 나치 지구당 책임자인 대관구지도자보다 명목상으로는 낮았지만 권력은 사실상 동등했다.[18]
- 친위대 및 경찰지도자(SS- und Polizeiführer; SSPF): 특정 도시를 책임졌으며 대개 중요 도시에 설치되었다. HSSPF의 하위직급이다.[19]

### 친위대 본부 간부
1942년이 되면 12개의 본부(Hauptamt; HA)가 친위대의 모든 활동을 관리했다.
- 친위대 국가지도자 전속참모본부(Persönlicher Stab Reichsführer-SS Hauptamt)
- 친위대 본부(SS-Hauptamt; SS-HA)
- 친위대 지도본부(SS-Führungshauptamt; SS-FHA)
- 국가보안본부(Reichssicherheitshauptamt; RSHA)
- 질서경찰본부(Ordnungspolizei Hauptamt; Orpo)
- 친위대 경제행정본부(SS-Wirtschafts-Verwaltungshauptamt; SS-WVHA)
- 친위대 법정본부(Hauptamt SS-Gericht)
- 친위대 인종 및 개척본부(SS-Rasse- und Siedlungshauptamt; RuSHA)
- 친위대 인사본부(SS-Personalhauptamt)
- 민족대책본부(Hauptamt Volksdeutsche Mittelstelle; VoMi)
- 친위대 교육본부(SS-Schulungsamt)
- 독일 국민성 강화를 위한 국가판무관본부(Hauptamt Reichskommissar für die Festigung Deutschen Volkstums; RKFDV)

각 본부 내의 간부계급은 다음과 같다.
- 본부장(Chef): 본부의 수장은 아무개 본부장이라고 불렀다. 예컨대 라인하르트 하이드리히는 "보안경찰 및 보안본부장(Chef der Sicherheitspolizei und des SD)이라는 직함을 사용했다.[22]
- 부장(Amtschef): 셀 수 없이 많은 SS장교들이 부장 직함을 사용했다. 예컨대 하인리히 뮐러는 국가보안본부 제4부(RSHA Amt IV; 속칭 게슈타포) 부장이었다.[23] 아돌프 아이히만은 게슈타포의 하위부서인 제B4부의 부장이으로서 그 직함은 국가보안본부 제4-B4부 부장(Amtschef, RSHA (IV-B4))이며 뮐러의 부하였다.[24]
- 참모장(Chef des Stabs): 각 부서에는 참모장이 존재했는데, 돌격대의 참모장(Stabchef)와 혼동되는 것을 피하기 위해 Chef des Stabs라는 표현을 썼다.

부장급 아래에는 셀 수 없이 많은 행정 및 관료 직함들이 존재했다.

## 보안경찰
대도시의 비밀국가경찰(게슈타포) 관서는 "국가경찰지휘소(Stapo-Leitstellen)"라고 했으며 소도시의 관서는 "국가경찰소(Stapostellen)라 했다.  보안국(SD)은 다소 다른 방식으로 조직되어 보안국지구(SD-Abschnitte) 아래 보안국하급지구(SD-Unterabschnitte)가 있었다. 게슈타포와 SD, 그리고 유사하게 조직된 형사경찰은 모두 "보안경찰 및 보안국감(Inspektor des Sicherheitspolizei und SD)"이라는 직함의 친위대 경찰장교의 감독을 받았다. 점령지의 치안감은 단순히 "사령관(Befehlshaber)"이라고도 했다.

## 해골부대
강제수용소 위병인 친위대 해골부대(SS-TV)는 나치 강제수용소에서 다음과 같은 계급직함을 사용했다.
- 사령관(Kommandant)
- 수용소지도자(Lagerführer)
- 복명지도자(Rapportführer)
- 구획지도자(Blockführer)

## 특무부대
학살을 전담한 죽음의 부대인 특수작전집단(Einsatzgruppen)은 연대급 규모였으며, 그 예하에 중대급 규모의 특수작전특공대(Einsatzkommandos)들이 있었다.

## 참고 자료
- Evans, Richard J. (2003). The Coming of the Third Reich. New York: Penguin Group. ISBN 978-0-14-303469-8.
- Evans, Richard J. (2008). The Third Reich at War. New York: Penguin Group. ISBN 978-0-14-311671-4.
- Headland, Ronald (1992). Messages of Murder: A Study of the Reports of the Einsatzgruppen of the Security Police and the Security Service, 1941–1943. Rutherford, N.J: Fairleigh Dickinson University Press. ISBN 978-0-8386-3418-9.
- Longerich, Peter (2012). Heinrich Himmler: A Life. Oxford: Oxford University Press. ISBN 978-0-199-59232-6.
- McNab, Chris (2009). The SS: 1923–1945. London: Amber Books. ISBN 978-1-906626-49-5.
- Stackelberg, Roderick (2007). The Routledge Companion to Nazi Germany. New York: Routledge. ISBN 978-0-41530-861-8.
- Weale, Adrian (2012). Army of Evil: A History of the SS. New York: Caliber Printing. ISBN 978-0-451-23791-0.
- Yerger, Mark C. (1997). Allgemeine-SS: The Commands, Units, and Leaders of the General SS. Atglen, PA: Schiffer. ISBN 0-7643-0145-4.